# Seychellsolfågel
Seychellsolfågel (Cinnyris dussumieri) är en fågel i familjen solfåglar inom ordningen tättingar.

## Utbredning
Fågeln förekommer i ögruppen Seychellerna.

## Status
IUCN kategoriserar arten som livskraftig.

## Namn
Fågelns vetenskapliga artnamn hedrar Jean-Jacques Dussumier (1792-1883), fransk handelsman, skeppsägare och samlare av specimen.

## Bildgalleri

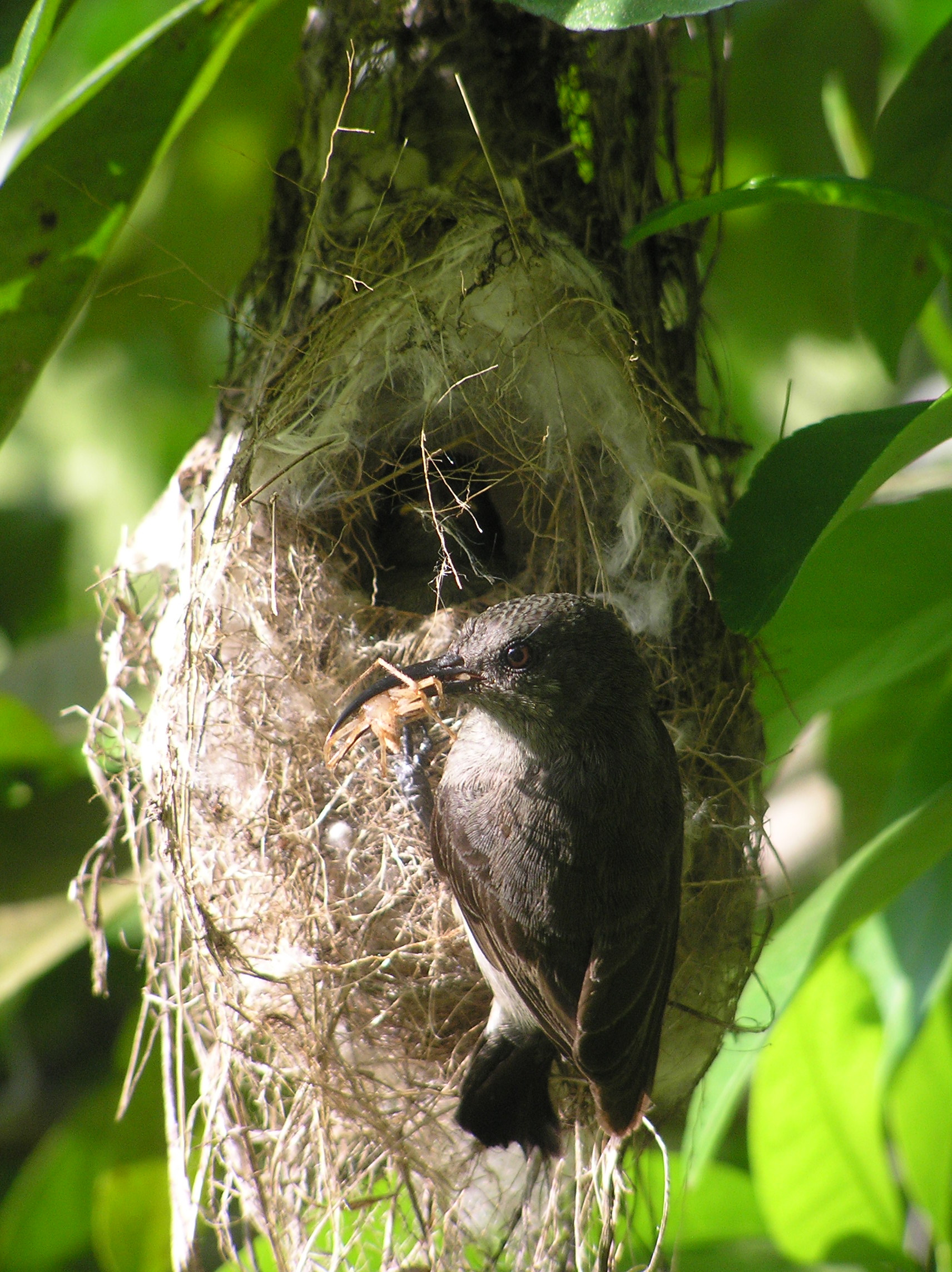
Hona vid bo